# Rádio 100 FM
Rádio 100 FM é uma emissora de rádio brasileira sediada em Juazeiro do Norte, município do estado do Ceará. Opera no dial FM, na frequência 100.5 MHz concessionada no Crato. Fundada em 28 de agosto de 1951 como Rádio Araripe, na frequência AM 1440 kHz, é a primeira emissora de rádio instalada na região do Cariri, fundada pelo empresário Assis Chateaubriand, sendo parte integrante dos Diários Associados.

## História
O projeto de criação de uma estação de rádio no Crato foi construído em 10 de julho de 1946, a partir de reunião de sócios interessados na casa do empresário Ernane Silva, constituída inicialmente como limitada (Rádio Araripe do Crato Ltda.) e estabelecida como Sociedade Anônima. A compra do terreno e a construção de seu prédio só foram iniciadas em 1950, na Rua Nelson
Alencar, no Centro. O local iria dispor de auditório, cine-rádio e transmissores. A fase experimental foi iniciada em setembro do mesmo ano, na frequência 1480 kHz, com transmissor Marconi de 1 kW.
A Rádio Araripe foi inaugurada em 28 de agosto de 1951 pelo empresário Assis Chateaubriand. Integrada aos Diários Associados, foi a primeira emissora de rádio instalada no interior do Ceará, sendo a terceira em operação no estado (naquela época, só existiam as rádios Clube e Iracema, ambas na capital). Sua grade de programação era constituída de programas de entretenimento, crônicas e jornalísticos e iniciava-se as 10h da manhã, encerrando às 22h. A emissora permaneceu sob o controle dos DAs até o ano de 1981, quando é repassada ao empresário Miguel Dias de Souza e integrada ao Grupo Cidade de Comunicação.
Miguel Dias controla a emissora até 1988, quando a emissora é repassada outras duas vezes: ao então empresário Eunício Oliveira, e ao deputado José Gerardo Arruda, entre 1992 e 1995. Após este período, a Rádio Araripe é arrendada à Igreja Adventista do Sétimo Dia. A emissora só produzia programas religiosos e era fechada aos sábados em decorrência da tradição adventista. A rádio permanece neste estado até 1998, quando o advogado Luis Paulo Arrais assume o controle da emissora em definitivo, também acumulando as funções de presidente e diretor artístico.
Em 2011, sua sede era localizada no bairro Vila Lobo — um dos mais pobres da cidade do Crato, também conhecido por seu difícil acesso –, possuía 10 funcionários e funcionava por 17 horas diárias. Nesta fase, produzia programação popular, com jornalismo e esportes (retransmitindo parte da programação da Rádio Verdes Mares), além de destinar faixas da programação para diversas congregações religiosas. Em julho, o radialista J. Favela faleceu dentro dos estúdios da emissora, vitima de um infarto.
Em 2012, a Rádio Araripe muda radicalmente sua programação e passa a se chamar Rádio Canaã Cariri, numa parceria com a FM Ministério Canaã, emissora cristã de Fortaleza pertencente ao Ministério Canaã. A emissora adotou a programação religiosa, mas não deixou de produzir jornalísticos e programas esportivos, bem como as transmissões de partidas locais. Esta parceria dura até 2015.
Em 2014, solicitou junto ao Ministério das Comunicações a migração para o dial FM. A migração foi oficializada em 15 de outubro de 2016, quando passa a operar em FM 100.5 MHz. A partir deste dia, a emissora é nomeada Rádio 100 FM, com novo formato de programação (eclético/jovem). Neste dia,
foi apresentada a nova equipe da emissora em sua nova sede, que deixa o Crato e passa a ser sediada em Juazeiro do Norte, junto às emissoras do Grupo Cearasat de Comunicação. Em fevereiro de 2018, a emissora encerra o projeto e inicia expectativa de nova programação, com a estreia da Rede Plus FM. A Plus FM Cariri entrou no ar somente em 8 de maio de 2018. Em 10 de abril de 2023, a emissora deixa de transmitir a Plus FM e retorna com a programação da Rádio 100 FM.